# Rodele
Rodele (niem. Rodehlen) – osada w Polsce położona w województwie warmińsko-mazurskim, w powiecie kętrzyńskim, w gminie Barciany.
W latach 1975–1998 miejscowość administracyjnie należała do województwa olsztyńskiego.
Do sołectwa Rodele należą miejscowości (stan 2008 r.): Dębiany, Gumniska, Markławka i Rodele.
Przez wieś przebiega droga wojewódzka nr 591.

## Historia
Nazwa wsi jest pochodzenia pruskiego: rodele - rudy.
Wieś wymieniana była w dokumentach w 1419, podawana jest też data powstania wsi w roku 1427. Wieś lokowana była na prawie chełmińskim, a jedną ze służb rycerskich pełnił Tomasz Salmon. W roku 1437 czynsz z Rodel opłacany był z pięciu włók. 
W okresie XVII-XIX w. była własnością rodu von Schwerin. W roku 1859 Adela von Schwerin otrzymała w prezencie ślubnym Rodele i Dębiany od swojej ciotki Sophie von Schwerin z domu von Dönhoff (ze Skandawy).
W roku 1913 Rodele razem z folwarkiem w Dębianach miały powierzchnię 643 ha. Właścicielem majątku w tym czasie i później był Werner von Alvensleben, po nim Ferdinad von Alvensleben do roku 1943 i wdowa po Ferdinandzie do stycznia 1945. 
Po II wojnie światowej w Rodelech powstał PGR. Przed likwidacją PGR był to samodzielny zakład rolny funkcjonujący w ramach wielozakładowego PPGR Barciany. Do Zakładu Rolnego Rodele należały obiekty produkcyjne Gumniska i Markławka.

## Pałac
Eklektyczny pałac w Rodelach wybudowany został w latach 1859–1861. Pałac wzniesiony został na rzucie prostokąta, jako budowla dwupoziomowa. Na osi wzdłużnej pałacu od strony frontowej i parku znajdują się dwa ryzality. Do reprezentacyjnego wejścia pałacu prowadzi wysoki podjazd. Z podjazdu przejście do pałacu przez podcień arkadawy pod rozległym tarasem. Duży tars znajduje się także od strony parku. Pałac przykryty jest dachem dwuspadowym. Na narożach dachu i ryzalitów umieszczone są oktogonalne sterczyny zakończone ozdobnymi detalami architektonicznymi.
Park wokół pałacu urządzony został w drugiej połowie XIX wieku. Na terenie parku krajobrazowego usytuowano dwa stawy i cmentarz rodowy.
Przed II wojną światową właścicielem pałacu była rodzina von Alvensleben. Po roku 1945 pałac użytkowany był przez PGR. Znajdowały się w nim biura i mieszkania pracownicze. W okresie użytkowania pałacu przez PGR przeprowadzono jego gruntowny remont. Pałac wraz z parkiem od roku 2001 jest własnością prywatną.